# Victoria Beckham
Victoria Caroline Beckham, OBE, född Adams den 17 april 1974 i Harlow, Essex, är en brittisk modedesigner och popsångerska som var medlem i upplösta gruppen Spice Girls. I Spice Girls går hon under namnet Posh Spice. Hon är sedan 1999 gift med David Beckham, och de har fyra barn tillsammans.

## Biografi
Victoria Adams föddes i Harlow i Essex men växte upp i Goffs Oak i Hertfordshire som det äldsta av tre syskon. Föräldrarna heter Jacqueline "Jackie" och Anthony "Tony" Adams och var ägare av ett grossistföretag inom elektronik under barnens uppväxt. Efter att ha sett musikalfilmen Fame år 1980 så bestämde hon sig för att ägna sig åt sång och musik. 

### Solokarriär

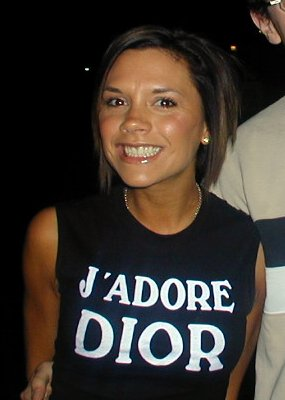
Victoria Beckham, 1999, under tiden med Spice Girls.

Efter framgångarna med Spice Girls satsade Beckham på solokarriären. 14 augusti 2000 släpptes hennes första singel, "Out of Your Mind". Låten är ett samarbete med Dane Bowers och gruppen True Steppers. Låten kom som bäst på en andra plats på UK Singles Chart. Innan singeln släpptes framförde hon den på Londons Hyde Park inför 100 000 personer. Efter det fick hon ett kontrakt med Virgin Records och kort därefter, den 17 september 2001, släpptes den andra singeln som soloartist, "Not Such an Innocent Girl"; singeln hamnade som bäst på en sjätte plats på UK Singles Chart.
Den 1 oktober 2001 släpptes Beckhams självbetitlade debutalbum Victoria Beckham. Albumet nådde en tionde plats på UK Albums Chart. Hela albumet kostade cirka 5 miljoner euro att producera och det såldes i 50 000 exemplar.[källa behövs]
Beckhams tredje och sista singel från albumet blev "A Mind of Its Own". Singel släpptes den 11 februari 2002 och kom som bäst på en sjätte plats i Storbritannien. "A Mind of Its Own" såldes i 52 500 kopior. År 2002 fick Beckham ett kontrakt med skivbolaget Telstar Records. Kontraktet var värt 1,5 miljoner euro. Beckhams första singel på Telstar Records blev "Let Your Head Go/This Groove" som var en dubbelsingel. Den släpptes den 29 december 2003 i Storbritannien. Efter det blev det många olika promotions- och TV-framträdanden. Videon till "Let Your Head Go" regisserades av Andy Hylton. Singeln kom på tredje plats på UK Singles Chart.

### Författare
Den 13 september 2001 gav Beckham ut en självbiografi, Learning to Fly. Titeln till boken togs från en sång i musikalen "Fame" vilken var hennes favoritmusikal som barn. Frasen som inspirerade till bokens titel lyder "I'm gonna live forever, I'm gonna learn how to fly". Boken handlar om hennes äktenskap, familjelivet och hennes karriär. I Storbritannien såldes boken i 500 000 exemplar. 
Den 27 oktober 2006 kom Beckhams första modebok That Extra Half an Inch: Hair, Heels and Everything in Between. I boken ger hon stiltips och sminktips. Dessutom är det många bilder i boken som är tagna av fotograferna Mario Testio, Annie Leibovitz och Steven Meisel.

### Övriga aktiviteter, familj
Hon har ett eget designmärke – dVb – med bland annat jeans. Hon har även en klänningskollektion.
Victoria Beckham gifte sig med David Beckham den 4 juli 1999. Paret har fyra barn, Brooklyn (1999), Romeo (2002), Cruz (2005) och Harper (2011).

## Diskografi

### Album
- 2001: Victoria Beckham[4]

### Singlar
- 2000: "Out of Your Mind"
- 2001: "Not Such an Innocent Girl"
- 2002: "A Mind of Its Own"
- 2003: "This Groove" / "Let Your Head Go"[3]

## Filmografi
| År   | Titel                               | Roll       | Noter                                                             |
| ---- | ----------------------------------- | ---------- | ----------------------------------------------------------------- |
| 1997 | Spice World                         | Sig själv  | Huvudroll. Filmen spelade in 77 miljoner dollar över hela världen |
| 2000 | Victoria's Secrets                  | Sig själv  | Dokumentärer                                                      |
| 2002 | Being Victoria Beckham              | Sig själv  | Dokumentärer                                                      |
| 2003 | The Real Beckhams                   | Sig själv  | Dokumentärer                                                      |
| 2006 | Full Length & Fabulous              | Sig själv  | Dokumentärer                                                      |
| 2007 | Victoria Beckham: Coming to America | Sig själv  |                                                                   |
| 2007 | Ugly Betty                          | Sig själv  | Episoden "A Nice Day for a Posh Wedding"                          |
| 2008 | Project Runway                      | Gästdomare |                                                                   |
| 2010 | American Idol                       | Gästdomare | Boston & Denver Auditions                                         |